# Kay Sage
Katherine Linn Sage (Woodbury, Connecticut, 25 de junio de 1898 - Albany, Nueva York, 8 de enero de 1963), conocida como Kay Sage, fue una artista y poeta surrealista de Estados Unidos.

## Biografía
Nació en Albany, Nueva York. Fue la segunda hija de una familia próspera de clase media alta, siendo sus padres Henry Manning Sage y Annie Wheeler Ward. Estudió en Foxcroft School, Virginia, donde conoció a su gran amiga Flora Payne Whitney, heredera de las fortunas Whitney, Payne y Vanderbilt, y una de las fundadoras del Whitney Museum.
Gran parte de su juventud la pasó viajando por Europa con su madre, una mujer de espíritu libre, cuyos amplios recursos le permitieron desarrollar una pasión por viajar que nunca se apagaría.
Se estableció en Rapallo, Italia, para desarrollar estudios en Roma a principios de la década de 1920. En 1924 conoció al príncipe Ranieri di San Faustino, un noble italiano que se convirtió en su primer marido. Pero la vida de rica ociosa no le satisfacía; y después de 10 años de vida en la alta sociedad, que más tarde denominaría como "un pantano estancado", se separó de su marido y comenzó a perseguir en serio sus ambiciones artísticas. 
Después se mudó a París y comenzó a asociarse con el movimiento Surrealista. En un primer momento no tuvo una acogida amistosa entre los surrealistas, quizás debido a su pasado aristocrático y privilegiado como "princesa San Faustino."
En 1937 fue presentada al pintor Yves Tanguy por su amigo Heinz Henghes y comenzaron una larga relación sentimental. A comienzos de la Segunda Guerra Mundial, Sage volvió a Estados Unidos y ayudó a preparar el asilo de numerosos artistas, entre quienes estaba Tanguy, quien pronto se convertiría en su segundo marido.
Sage y Tanguy se casaron en Reno, Nevada, el 17 de agosto de 1940. Después de la guerra, la pareja compró una vieja granja en Woodbury,  Connecticut y la convirtieron en un estudio de artistas; en este lugar pasaron el resto de sus vidas, pintando y desarrollando su vida artística. Cuando Tanguy falleció, en 1955, Sage quedó profundamente afectada. Cada vez pintaba menos obras, desarrollando una poesía ingeniosa y cínica, mientras se convertía virtualmente en una reclusa. Las pocas energías que le quedaban las usaba en defender las obras de Tanguy ante los críticos y en preparar catálogos de sus trabajos.
En 1943, participó en The Exhibition by 31 Women que se realizó en la galería de arte de Peggy Guggenheim el Art of this Century en Nueva York.
Sage se apartó de la pintura debido a haber desarrollado cataratas y la depresión por la pérdida de Tanguy. Se trasladó a Boston para operarse. Pero a pesar de la pérdida de visión, Sage continuó creando algunas magníficas obras de arte. En 1961, la Galería Viviano en Nueva York presentó una exhibición de poesías y construcciones de Sage, titulada "Your Move." Las construcciones eran obras tridimensionales, trabajos hechos con diversos materiales, incluyendo cables, piedras, y balas. Estos trabajos se conservan en el Mattatuck Museum, localizado en Waterbury no lejos de donde Sage vivió. El Mattatuck también guarda muchos trabajos presurrealistas de Sage y objetos personales.
Tuvo un primer intento de suicidio fallido en 1959. Su segundo intento lo consiguió, el 8 de enero de 1963, tres días después del cumpleaños de Tanguy (el 5 de enero). Tenía 64 años. Fue incinerada y sus cenizas serían esparcidas en la costa de Bretaña, junto con las de su marido, por su amigo Pierre Matisse.
Quizás inevitablemente, los críticos han tenido la tendencia de situar las pinturas de Sage a la sombra de las de su marido Yves Tanguy. Es cierto que las pinturas de Sage gustan, como las de su marido, de grandes espectáculos desolados, tierras surreales, con extrañas formas que parecen perdidas en mundos con reminiscencias de Giorgio de Chirico, como también las de Tanguy.

## Obras destacadas
| - A Little Later (1938) - My Room Has Two Doors (1939) - This Morning (painting)\|This Morning (1939) - Danger, Construction Ahead (1940) - Margin of Silence (1942) - The Fourteen Daggers (1942) - At The Appointed Time (1942) - From Another Approach (1944) - I Saw Three Cities (1944) | - In the 3rd Sleep (1944) - The Upper Side of the Sky (1944) - Ring of Iron, Ring of Wool (1947) - The Instant (1949) - The Morning Myth (1950) - Small Portrait (1950) - Men Working (1951) - Tomorrow for Example (1951) | - Unusual Thursday (1951) - On the Contrary (1952) - Third Paragraph (1953) - No Passing (1954) - Hyphen (1954) - Tomorrow is Never (1955) - Le Passage (1956) - Summer (fecha desconocida) |

## Exposiciones
- 1936, Galleria del Milione en Milán
- 1938, Salon des Surindependants en París, France 1940, Galería Matisse
- 1947-1948, John Herron Art Museum en Indianapolis, Indiana (Estados Unidos) - 60 exposición anual "Contemporary American Paintings"
- 1954, Wadsworth Atheneum en Hartford, Connecticut (Estados Unidos) -exposición conjunta con su marido Yves
- 1960, Catherine Viviano Gallery, Nueva York - Exposición retrospectiva

### Libros
- China Eggs - Kay Sage
- Piove in Giardino - Kay Sage
- The More I Wonder (1957),
- Demain, Monsieur Silber,
- Faut dire c'qui est,
- Mordicus -